# Palazzo Nardella

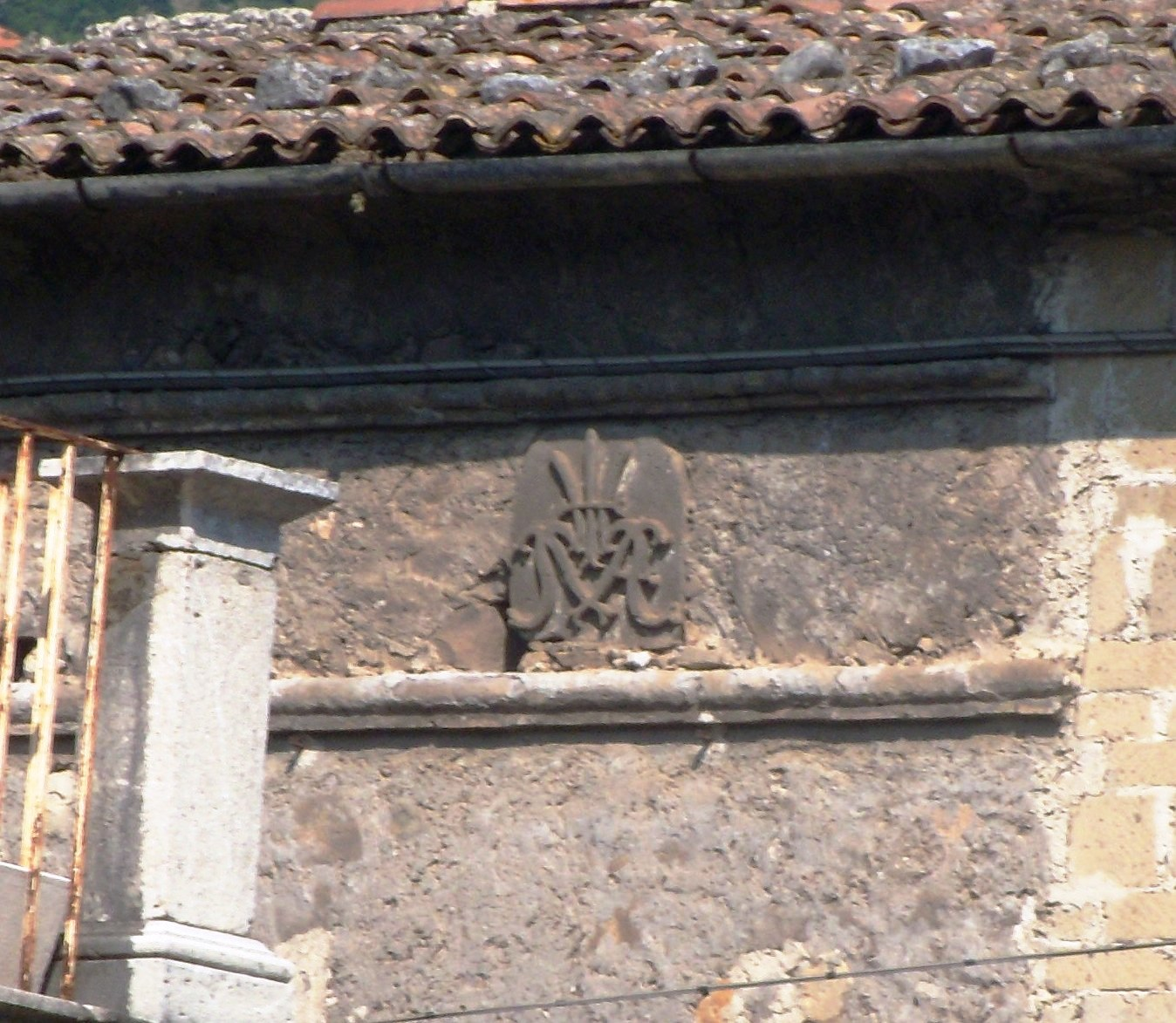
Palazzo Nardella in Cerreto Sannita: Eines der Monogramme, die am Traufgesims des Palastes noch vorhanden sind

Der Palazzo Nardella ist ein Palast aus dem 18. Jahrhundert in Cerreto Sannita in der italienischen Region Kampanien. Er liegt an der Piazza Roma.

## Geschichte
Das Gebäude wurde nach dem Erdbeben vom 5. Juni 1688 im Auftrag des Dottore Melchiorre Nardella, des Sohnes des Notars Muzio, errichtet. Den Palast kennzeichnen einzelne Monogramme aus grauem Tuffstein, die entlang des gesamten Traufgesimses an dem Teil der Fassade verlaufen, der die Renovierung in den 1970er-Jahren überstanden hat. Auch in diesem Gebäude wurden in den 1950er-Jahren einige Filmszenen gedreht. Hier spielte auch eine Szene des Films Magdalena – Tagebuch einer Verlorenen, der in Cerreto Sannita gedreht wurde.

## Beschreibung
Der Palast, der heute den Familien Foschini / Del Vecchio und Turriccio gehört, wurde in den 1970er-Jahren radikal umgebaut, wobei das originale Erscheinungsbild verlorenging.
Das steinerne Portal und einige Monogramme aus grauem Tuffstein entlang des Traufgesimses sind die einzigen Elemente, die den Umbau an der Fassade zum Corso Umberto I und zur Piazza Roma überstanden haben.
Die Monogramme ließ 1723 Cesare Nardella anbringen; jedes von ihnen enthält, miteinander verflochten, die Buchstaben „A“, „E“ und „C“, die für Aurelia, Emilia und Cesare, die Kinder von Dottore Melchiorre Nardella, stehen.